# Cuota Hilton
La cuota Hilton es un cupo de exportación de carne vacuna de alta calidad y valor que la Unión Europea otorga al resto de las naciones para introducir tal clase de productos en su mercado.

## Historia
El origen de la cuota se remonta al año 1979, durante la llamada Ronda de Tokio, una rueda de negocios organizada por la cadena de Hoteles Hilton (por eso el nombre) en el marco del GATT. En tal evento varios países se quejaron ante los representantes europeos por las crecientes exigencias y requisitos para el ingreso a sus mercados de los productos agropecuarios. Por tal motivo se acordó que Europa asignaría un cupo anual de ingreso de carne vacuna a los países extracomunitarios. La carne debe ser de primer nivel.

## Concepto
Los cortes de carne deben tener las siguientes condiciones: exclusivamente "cortes de carne de animales bovinos de edad comprendida entre 22 y 24 meses, con dos dientes incisivos permanentes, alimentados exclusivamente en pasturas, cuyo peso a la faena no excede de 460 kilogramos vivos, de calidad especiales o buenos, denominados cortes vacunos especiales en cartones Special Boxes Beef cuyos cortes estén autorizados a llevar la marca “SC” (Special Cuts)". Los tipo de corte que integran la cuota Hilton son siete: bife angosto, cuadril, lomo, nalga de adentro, nalga de afuera (corte conformado por cuadrada y peceto), bola de lomo y bife ancho.

## Asignaciones
Desde diciembre de 2011 la República Argentina está habilitada para exportar 29500 toneladas anuales, con una compensación de 500 toneladas para los próximos cuatro años, y una cuota adicional de 200 toneladas para carne de búfalo.
Estados Unidos mantiene una cuota propia de 11500, compartida con Canadá y una cuota adicional que llegará a las 45000 en los próximos tres años, bajo la cláusula de Nación más favorecida. Ello significa que también puede ser utilizada por terceros países. Brasil, en tanto, ya aumentó su cupo de 5000 a 10000 toneladas anuales. Uruguay, por su parte, posee un cupo de 6300 toneladas anuales; Paraguay tiene un cupo de 1000 Tm; Australia tiene 7150 toneladas y Nueva Zelanda posee 1300 toneladas.